# Mikołajki
Mikołajki (Nikolaiken fino al 1945) è un comune urbano-rurale polacco del distretto di Mrągowo, nel voivodato della Varmia-Masuria.
Ricopre una superficie di 256,41 km² e nel 2006 contava 8 410 abitanti.
È situata presso il lago Śniardwy.
La città si è resa famosa per aver nuovamente ospitato in terra polacca il Campionato Mondiale Rally, organizzando il WRC Orlen Platinum Rally Poland.